# عزیزآباد پایین
عزیزآباد پایین، روستایی از توابع بخش مرکزی شهرستان دلفان در استان لرستان ایران است.

## جمعیت
این روستا در دهستان نورعلی قرار دارد و بر اساس سرشماری مرکز آمار ایران در سال ۱۳۸۵، جمعیت آن ۱۴۷ نفر (۲۶خانوار) بوده‌است.